# Kostelec nad Labem
Kostelec nad Labem är en stad i Tjeckien.   Den ligger i regionen Mellersta Böhmen, i den centrala delen av landet, 19 km nordost om huvudstaden Prag. Kostelec nad Labem ligger 172 meter över havet och antalet invånare är 3 052.
Terrängen runt Kostelec nad Labem är platt.Runt Kostelec nad Labem är det ganska tätbefolkat, med 139 invånare per kvadratkilometer. Närmaste större samhälle är Prag, 19,3 km sydväst om Kostelec nad Labem. Trakten runt Kostelec nad Labem består till största delen av jordbruksmark.